# Roberto Diso
Roberto Diso (Roma, Italia, 16 de abril de 1932) es un historietista italiano.

## Biografía
Abandonó la Facultad de Arquitectura para trabajar, iniciando su carrera como historietista en 1954, con la revista Il Vittorioso. Para el mercado extranjero dibujó historietas bélicas para la Fleetway británica y bandes dessinées de la Editions Aventures et Voyages francesa como Lancelot y Dan Panther junto a Santo D'Amico. Posteriormente, trabajó para el mercado alemán, colaborando con el estudio de su conciudadano Alberto Giolitti. En 1965, ilustró algunos episodios de Goldrake, cómic de Renzo Barbieri.
En 1974, Sergio Bonelli le encargó ilustrar para su editorial dos episodios de la Collana Rodeo, para luego incorporarlo al equipo de Mister No, del que Diso se volvió el dibujante principal y el portadista desde el número 116. Paralelamente, el artista romano trabajó para la revista L'Eternauta, escribiendo y dibujando el personaje de Rodo, aparecido inicialmente en la revista Giungla!, en 1985. Dibujó un episodio de Zona X presenta, con guion de Alfredo Castelli. Para Comic Art ilustró Rudy X, escrito por Rinaldo Traini. A partir de 2003, dibujó varios álbumes especiales de Tex, con textos de Pasquale Ruju, Claudio Nizzi y Tito Faraci. En tiempos más recientes, trabajó para Volto Nascosto y Shanghai Devil, de Gianfranco Manfredi, dos álbumes de la colección Romanzi a fumetti Bonelli, una historia de Dragonero y un crossover entre Mister No y Nathan Never.